# Daksha (djur)
Daksha är ett släkte av insekter. Daksha ingår i familjen Flatidae.
Kladogram enligt Catalogue of Life:
| Daksha | \| \| Daksha marginata \| \| \| \| \| \| Daksha pryeri \| \| \| \| |
|        | \| \| Daksha marginata \| \| \| \| \| \| Daksha pryeri \| \| \| \| |
|        | Daksha marginata                                                   |
|        |                                                                    |
|        | Daksha pryeri                                                      |
|        |                                                                    |